# Johan Adolf av Holstein-Gottorp
Johan Adolf av Holstein-Gottorp (27 februari 1575 – 31 mars 1616), hertig av Holstein-Gottorp. 
Han var tredje son till Adolf av Holstein-Gottorp och Kristina av Hessen och efterträdde sina två äldre bröder som regerande hertig.

## Familj
Johan Adolf gifte sig 1596 med Augusta av Danmark (1580-1639).
Barn (i urval):
1. Fredrik III av Holstein-Gottorp född 1597.
2. Hedvig av Holstein-Gottorp född 1603, gm. August av Salzbach